# Echinosaura orcesi
Espèce
Echinosaura orcesi est une espèce de sauriens de la famille des Gymnophthalmidae.

## Répartition
Cette espèce se rencontre en Colombie et en Équateur.

## Étymologie
Cette espèce est nommée en l'honneur de Gustavo Edmundo Orcés Villagómez.

## Publication originale
- Fritts, Almendáriz & Samec, 2002 : A new species of Echinosaura (Gymnophthalmidae) from Ecuador and Colombia with comments on other members of the genus and Teuchocercus keyi. Journal of Herpetology, vol. 36, no 3, p. 349-355.